# Elizabeth Kenny
Elizabeth Kenny   (Warialda, 20 de setembre de 1880 - Toowoomba, 30 de novembre de 1952) va ser una infermera australiana.
De formació autodidacta, va desenvolupar un nou enfocament controvertit per tractar les víctimes de la poliomielitis. El seu mètode, que va promoure internacionalment mentre treballava a Austràlia, Europa i els Estats Units, era diferent de la pràctica mèdica convencional aleshores que consistia a col·locar les extremitats afectades en guix, en lloc d'aplicar compreses càlides a les parts afectades del cos dels pacients seguides de moviments passius. d'aquestes àrees per reduir el que ella va anomenar un "espasme". Els principis de rehabilitació muscular de Kenny es van convertir en la base de la teràpia física.
La seva història es va explicar a la pel·lícula de 1946 The Angel of Grief, protagonitzada per Rosalind Russell, que va ser nominada a l'Oscar a la millor actriu per la seva interpretació.

## Biografia
Elizabeth Kenny va néixer a Nova Gal·les del Sud a l'australiana Mary Moore i Michael Kenny, un granger irlandès. Als 17 anys es va trencar el canell en caure del cavall. El seu pare la va portar a Enea McDonnell, un metge de Toowoomba, on es va quedar mentre estava convalescent. Mentre allà, Kenny va estudiar els llibres d'anatomia de McDonnell. Això va començar una associació de tota la vida amb McDonnell, que es va convertir en el seu mentor i assessor. Kenny va afirmar més tard que es va interessar en com funcionaven els músculs mentre es recuperava del seu accident. Després de la seva experiència amb McDonnell, Lisa es va convertir en professora de música a Rockfield Sunday School. El 1907 Kenny va tornar a Guyra, Nova Gal·les del Sud, treballant en diverses feines, i finalment es va convertir en infermera. Va guanyar el títol de germana mentre servia com a infermera en vaixells mercants que transportaven soldats cap a i des d'Austràlia i Anglaterra durant la Primera Guerra Mundial A Gran Bretanya i països de la Commonwealth, el títol de germana de cortesia s'aplica no només als membres d'una ordre religiosa, sinó també a una infermera més altament qualificada, d'un rang inferior a matrona.

## Carrera
Després del seu retorn a Nobby el 1909, va obrir un Cottage Hospital a Clifton al qual va anomenar St. Canices, on va oferir serveis de convalescent i de llevadora. El 1911 estava tractant el que McDonnell pensava que era una paràlisi infantil, sota la supervisió del Dr. Horn.

### Primera Guerra Mundial

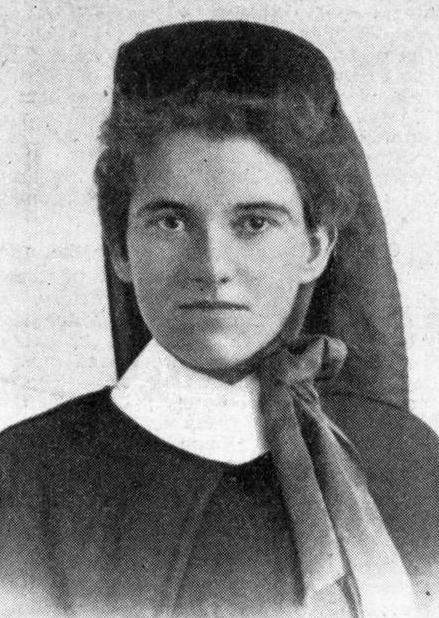
La infermera Elizabeth Kenny l'agost de 1915

El 1915, Kenny es va oferir voluntària com a infermera durant la Primera Guerra Mundial i se'n va anar a Europa. No era oficialment una infermera titulada. No obstant això, les infermeres eren molt necessàries, així que la van assignar a treballar als "Dark Ships", els transports de baixa velocitat que circulaven amb tots els llums apagats entre Austràlia i Anglaterra i transportaven càrrega de guerra i soldats. Kenny va servir en aquestes perilloses missions durant la guerra, fent setze viatges d'anada i tornada (més un per tot el món a través del Canal de Panamà).
Segons informes de la premsa australiana de la dècada de 1930, Kenny afirma que va desenvolupar el seu mètode mentre atenia pacients amb meningitis a les tropes durant la Primera Guerra Mundial.

### Retorn a Queensland

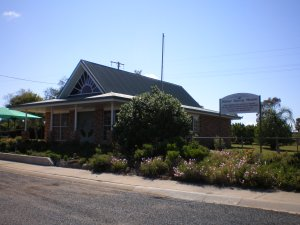
Sister Kenny Museum a Nobby, Queensland

Encara que estava esgotat pel servei de guerra, Kenny va establir i supervisar un hospital temporal a Nobby per atendre les víctimes de la grip espanyola. La cura dels homes malalts i ferits durant la Primera Guerra Mundial va proporcionar a Kenny l'experiència per al seu treball posterior rehabilitant víctimes de la poliomielitis.

### Tractament de la poliomielitis

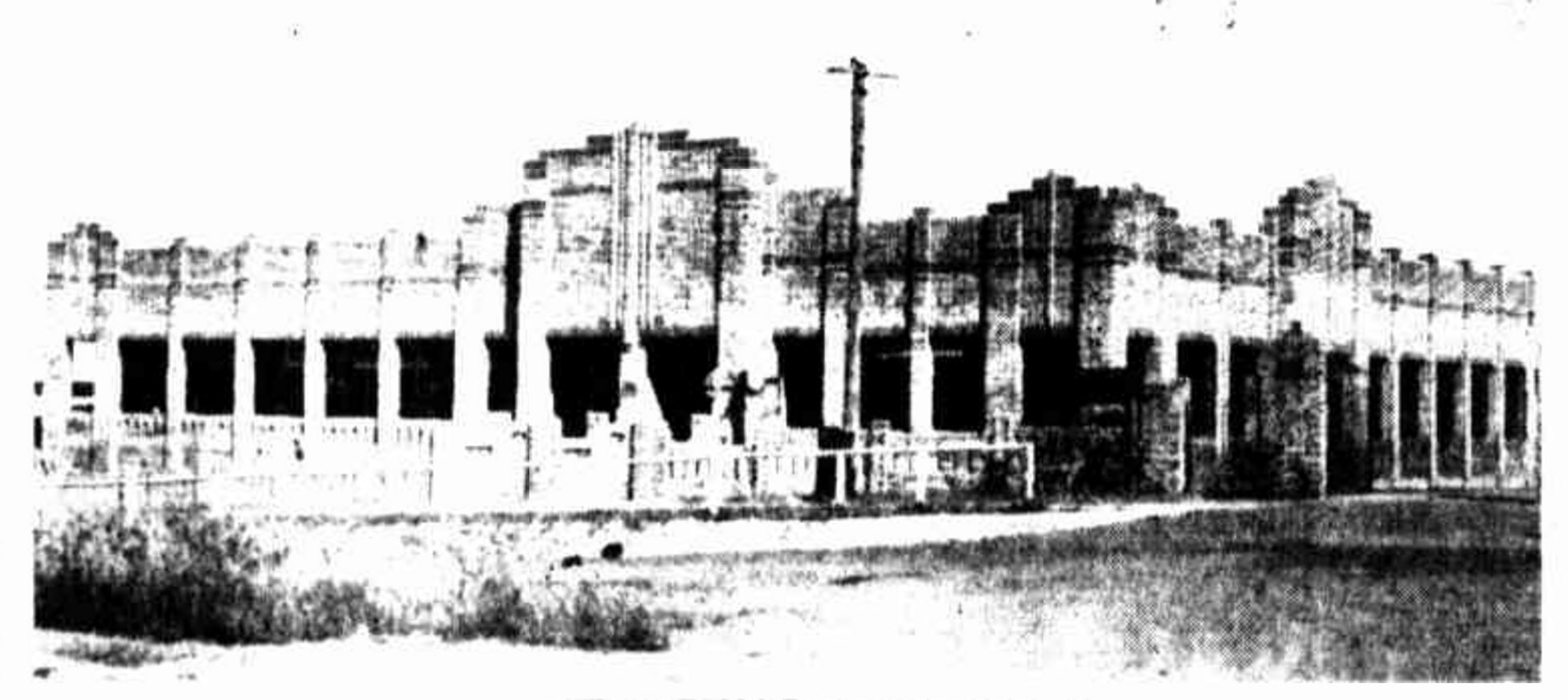
Sister Kenny Clinic, Rockhampton Hospital, 1939

El 1932, Queensland va experimentar el nombre més alt de casos de poliomielitis en 30 anys. L'any següent, diverses persones locals van ajudar a Kenny a muntar una instal·lació rudimentària de tractament de la poliomielitis sota tendes de campanya darrere de l'hotel Queens a Townsville. Al cap d'uns mesos (després d'un nou èxit amb nens locals), es va traslladar a la planta baixa de l'hotel. La primera avaluació oficial del treball de Kenny va tenir lloc a Townsville el 1934, sota els auspicis del Departament de Salut de Queensland. El seu èxit en treballar amb víctimes de la poliomielitis va portar a l'establiment de clíniques Kenny a diferents ciutats d'Austràlia. La clínica de la germana Kenny a l'hospital ambulatori de Rockhampton és ara inclosa al registre del patrimoni de Queensland.

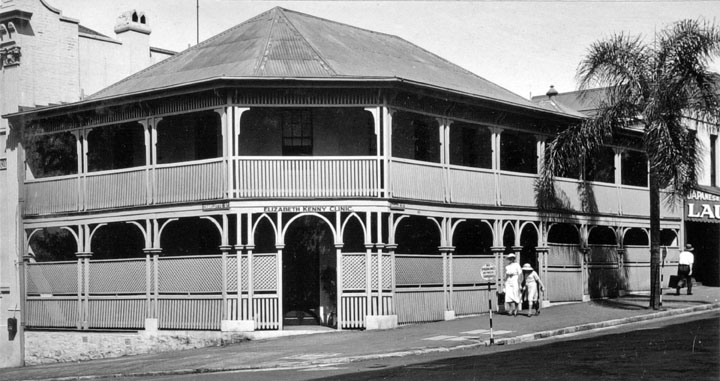
Clínica Elizabeth Kenny a Brisbane, 1938

Durant aquests anys Kenny va desenvolupar el seu mètode clínic i va obtenir reconeixement mèdic a Austràlia. Estava rotundament en contra de la immobilització dels cossos dels nens amb guix o tirants. En aquell moment, Kenny va demanar que se li permetés tractar els nens en la fase aguda de la malaltia amb compreses calentes. No obstant això, els metges no li van permetre tractar pacients fins després de l'etapa aguda de la malaltia. L'any 1937 va publicar un llibre introductori sobre la seva obra titulat Treatment of infantile paralysis in the acute stage, conegut com The Green Book, que es va publicar posteriorment als Estats Units. L'avaluació més completa dels seus mètodes , el concepte de paràlisi infantil de Kenny i el seu tractament, es va publicar en col·laboració amb el Dr. John Pohl l'any 1943, i va ser conegut com The Red Book.
L'èxit de Kenny va ser controvertit: molts metges australians i l'Associació Mèdica Britànica (BMA) van qüestionar els seus resultats i la seva metodologia.

### En els Estats Units
El 1940, el govern de Nova Gal·les del Sud va enviar Kenny a Amèrica per presentar el seu mètode clínic per tractar les víctimes de la poliomielitis als metges nord-americans. Kenny va viure a Minneapolis durant 11 anys. En una carta de 1943 al British Medical Journal, Kenny va assenyalar que "hi havia més de 300 metges assistint a conferències a la Universitat de Minnesota".
Durant aquest temps es van obrir diversos centres de tractament Kenny a tot Amèrica. Els més coneguts van ser el Sister Kenny Institute de Minneapolis (ara el Courage Kenny Rehabilitation Institute), una instal·lació de Nova Jersey, i la Ruth Home a El Monte, Califòrnia. Va rebre títols honorífics de la Universitat de Rutgers i la Universitat de Rochester. La Fundació Sister Kenny es va establir a Minneapolis per donar suport a ella i al seu treball als Estats Units.
En reconeixement de la seva feina, el president Harry Truman va signar un projecte de llei del Congrés el febrer de 1950 que li donava a Kenny el dret d'entrar i sortir dels Estats Units sense visat. Aquest honor només havia estat concedit una vegada anteriorment al francès Gilbert du Motier de La Fayette, líder de la Guerra d'Independència dels Estats Units.

## Últims anys i mort

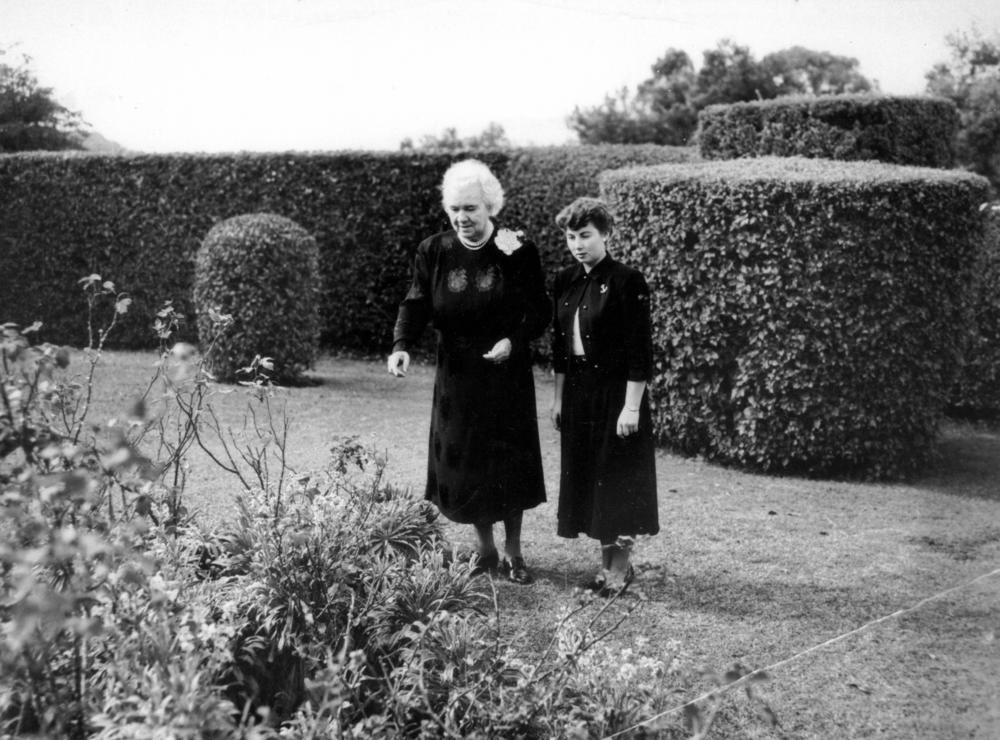
La germana Kenny (esquerra) amb la seva secretària a Toowoomba, 1952

Kenny va viatjar molt per Amèrica, Europa i Austràlia en un intent de guanyar més acceptació pel seu mètode. Patint la malaltia de Parkinson, es va aturar a Melbourne per reunir-se en privat amb el viròleg de renom internacional Frank Macfarlane Burnet, que més tard va escriure:

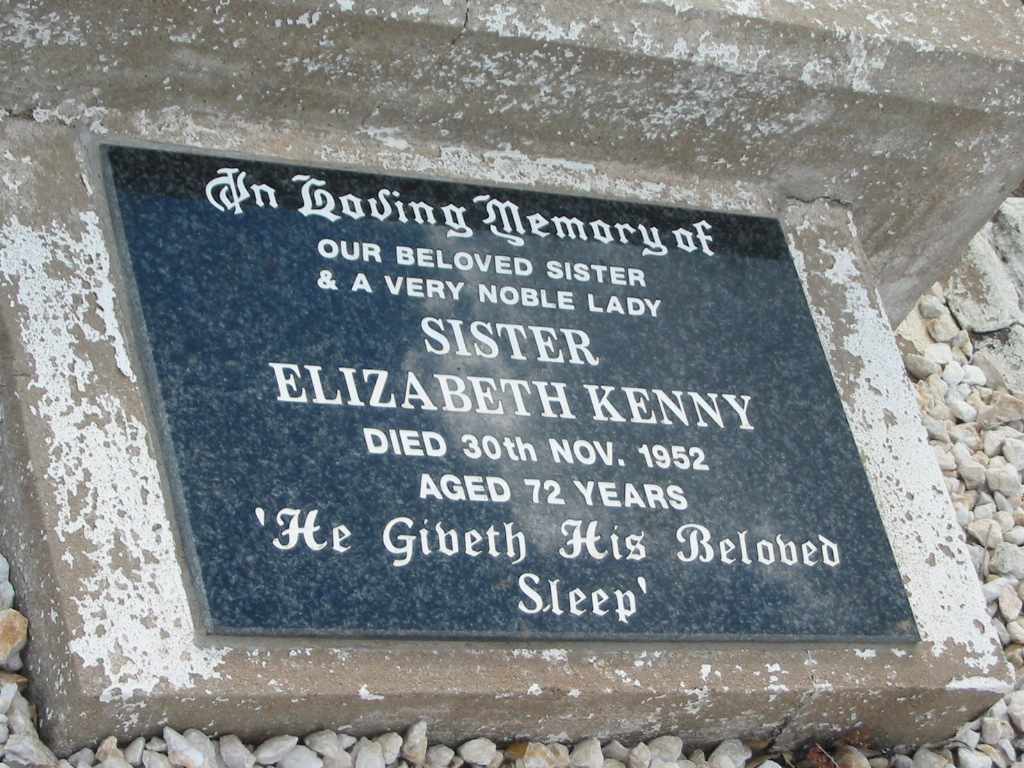
Làpida al cementiri de Nobby

| « | "Va gestionar més casos que ningú al món, 7.828 per ser exactes, i ningú més estava en condicions de parlar amb la seva autoritat. Ara està gairebé oblidat pel món. Però hi havia un aire de grandesa en ella i mai oblidaré aquella trobada". | » |

Kenny va morir a Toowoomba el 1952 i va ser enterrada al costat de la seva mare al cementiri de Nobby.

## Antics pacients
- Alan Alda, actor
- Neta de Rosalind Russell
- Martin Sheen, actor
- Dinah Shore, cantant
- Robert Anton Wilson, escriptor

- == Referències ==

1. ↑  Kenny, Elizabeth. The Treatment of Infantile Paralysis in The Acute Stage, Minneapolis, St Paul, Bruce Pub. Co. 1941
2. ↑  Rogers, Naomi. The polio wars : Sister Elizabeth Kenny and the golden age of American medicine, 2014. ISBN 978-0-19-970146-9. OCLC 864898810.
3. 1 2  Patrick, Ross. «Elizabeth Kenny - Australian Dictionary of Biography», 22-03-2012. Arxivat de l'original el 2014-06-14. [Consulta: 18 febrer 2023].
4. ↑  Patrick, Ross. «Elizabeth Kenny - Australian Dictionary of Biography», 22-03-2012. Arxivat de l'original el 2014-06-14. [Consulta: 18 febrer 2023].
5. ↑  «VIAF Cluster», 16-12-2014. Arxivat de l'original el 2014-12-17. [Consulta: 18 febrer 2023].
6. ↑  Kenny, E. 1943. And They Shall Walk. New York: Dodd, Mead.
7. ↑  Alexander, Wade, Sister Elizabeth Kenny. Maverick Heroine of The Polio Treatment Controversy, N. American Edition including redacted text from 2003 CQU Press Ed, Greystone Press, San Luis Obispo CA, 2012, p.51
8. ↑  Alexander, 2003
9. ↑  «Medicine: Sister Kenny Endorsed», 15-12-1941. Arxivat de l'original el 2013-03-29. [Consulta: 18 febrer 2023].
10. 1 2  Cohn, V. (1975) Sister Kenny: The woman who challenged the doctors. Minneapolis: University of Minnesota Press.
11. ↑  Australian Women's Weekly, "Sister Kenny's Treatment For Infantile Paralysis". 1937, v.5 No.25 p.3
12. ↑  Sydney Morning Herald, "Paralysis. A new system of treatment", 16 February 1935, p.15.
13. ↑  alexander 2012, 93-98
14. ↑  Kenny, E. (1941) The treatment of infantile paralysis in the acute stage. Minneapolis: Bruce Publishing Co.
15. ↑  Pohl, J. F. and Kenny, E. (1943) The Kenny Concept of Infantile Paralysis And Its Treatment. Minneapolis: Bruce Publishing.
16. ↑  Report on the Muscle Re-Education Clinic Townsville; and the Work by Sister E. Kenny. "Summary of Facts." – James Cook University Library, Sister Kenny Archive.
17. ↑  The Medical Journal of Australia, Report of the Queensland Royal Commission on Modern Methods for the Treatment of Infantile Paralysis, 29 January 1938, I:5, 187-224.
18. ↑  Alexander, Sister Elizabeth Kenny: Maverick Heroine of the Polio Treatment Controversy, chapters 6-9.
19. ↑  Kenny «Kenny Treatment of Poliomyelitis». British Medical Journal, 2, 4297, 15-05-1943, pàg. 615–616 (quote p.616). DOI: 10.1136/bmj.1.4297.615-b. PMC: 2282914.
20. ↑  Alexander 2012 p.238
21. ↑   «The remarkable saga of Elisabeth Kenny». Brisbane Telegraph.
22. ↑   «SISTER KENNY BURIED NEAR MOTHER AT NOBBY». Brisbane Telegraph, 1º dicembre 1952, p. 2 (STUMPS).
23. ↑  Alexander 2012. p.491, Burnett Bio, note 41, Heinemann, William, Changing Patterns, An Atypical Autobiography, Sir MacFarlane Burnett,(Melbourne, Sun Books Pty Ltd. 1970), 166-168.